# Subkultur (Musik)
In der populären Musik seit 1945 bezeichnet die Subkultur die Gesamtheit des unterhalb der von Plattenfirmen und Medien beworbenen musikalischen Lebens (den Underground). Eine Subkultur bezeichnet dagegen den mehr oder weniger deutlich umrissenen musikalischen Stil einer Gruppe von zumeist jugendlichen Menschen mit den dazugehörigen sprachlichen, sozialen und modischen Etiketten. Subkulturen sind Katalysatoren des sozialen und musikalischen Lebens und bilden neue Subkulturen mit neuen Szenen aus (zum Beispiel den Punk-Underground der 80er Jahre usw.).
Der Begriff hat sich als Gegenüberstellung zum Begriff Mainstream etabliert. Während Mainstream durch eine Zuordnung musikalischer Kriterien nur unter das Gegensatzpaar Pop/Rock zu subsumieren ist, weil stilspezifische Merkmale fehlen, definieren sich Musiker in den Subkulturen anhand musikalischer Formeln, bei denen stilspezifische Kriterien als Übereinstimmungen oder Anschlusshandlungen gewertet werden können (zum Beispiel der Einsatz eines Space-Echos im Dub, eines Gitarrenverzerrers im Punk, des Strophe-Refrain-Wechsels im Schlager und so weiter). Der Begriff wurde seit den siebziger Jahren exponentiell verwendet als mit dem Aufkommen vieler kleiner Studios, Labels und Vertriebe anstelle weniger großer (und dem dazugehörigen Preisverfall bei der Herstellung von Schallplatten) die Möglichkeiten der öffentlichen Repräsentation eigenen musikalischen Schaffens sich vervielfachten. Zwischen den Subkulturen existiert oft ein reger sozialer und musikalischer Austausch, der zu Mischformen und wiederum der Ausdifferenzierung neuer Subkulturen führen kann.